# Sebastian Kartuszyński
Sebastian Kartuszyński (ur. 2 września 1992 w Chojnicach) – polski futsalista, bramkarz, obecnie zawodnik Red Devils Chojnice. 

## Kariera
Sebastian Kartuszyński jest wychowankiem drużyny Red Devils Chojnice. W 2011 roku ze swoją drużyną zdobył brązowy medal Młodzieżowych Mistrzostw Polski U-18. W ekstraklasie zadebiutował 17 października 2010 w meczu z TPH Polkowice. W sezonie 2012/2013 z Red Devils zdobył wicemistrzostwo Polski, a w sezonie 2015/2016 sięgnął po Puchar Polski.